# Red Top
Red Top fue un misil aire-aire de manufactura británica creado por la empresa Hawker Siddeley como una mejora del misil Firestreak que entró en servicio en la Royal Air Force en 1964.

## Historia
Producto de un rediseño que buscaba mejoras del misil Firestreak (originalmente se iba a llamar Firestreak IV), mejoró radicalmente las capacidades del Firestreak , lo que le valió un nuevo nombre.
Los requisitos del Red Top a finales de 1956 era mejorar la cabeza buscadora de infrarrojos hasta tal punto que un avión objetivo podría ser alcanzado con éxito desde casi cualquier dirección. Para incorporar la nueva cabeza buscadora de infrarrojos se requería un importante rediseño del cuerpo del misil. El nuevo motor también aumentaba la velocidad del misile a Mach 3 y como consecuencia también se rediseñaron las superficies de control.
El desarrollo del misil fue rápido y entró en servicio en 1964 entre los escuadrones formados por los aviones English Electric Lightning. La cola del Lightning fue ampliado para contrarrestar los efectos del disparo de un misil mucho más grande que el Firestreak.
Permaneció en servicio limitado hasta la retirada final del Lightning en 1988, inusualmente, el misil que el Top Red se pretendía sustituir (Firestreak) también se mantuvo en servicio limitado en el Lightning hasta 1988.

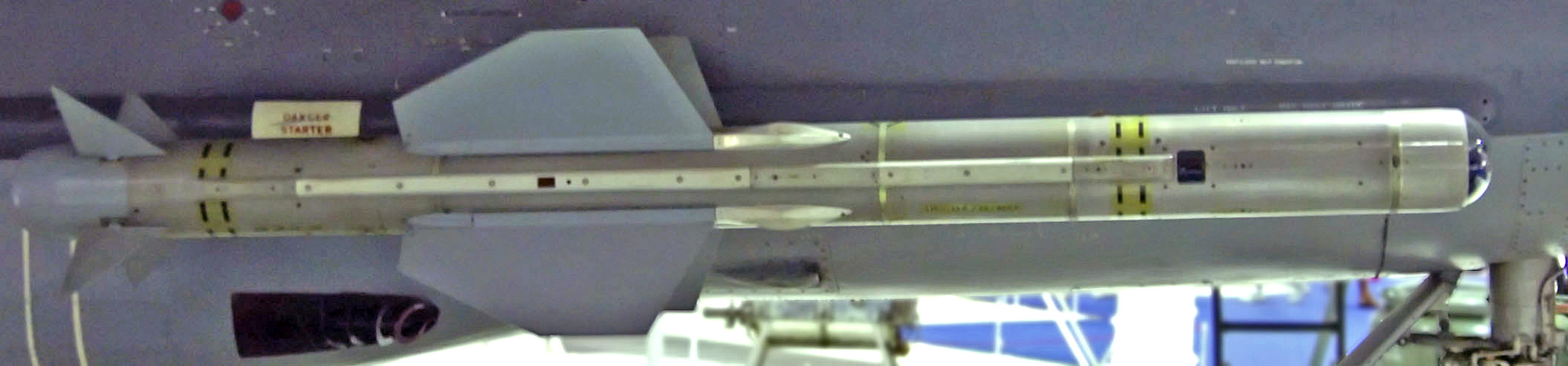
Un misil Red Top montado bajo un English Electric Lightning en un museo de la RAF en Hendon, Londres.

## Operadores
Reino Unido
- Royal Air Force
- Royal Navy

 Arabia Saudita
- Fuerza Aérea de Arabia Saudí

 Kuwait
- Fuerza Aérea de Kuwait

## Misiles similares
- Firestreak
- AIM-9 Sidewinder
- Vympel R-3
- Mólniya R-60
- PL-2
- R.550 Magic
- Python